# 528 هـ
528 هـ هي سنة في التقويم الهجري امتدت مقابلةً في التقويم الميلادي بين سنتي 1133 و1134.

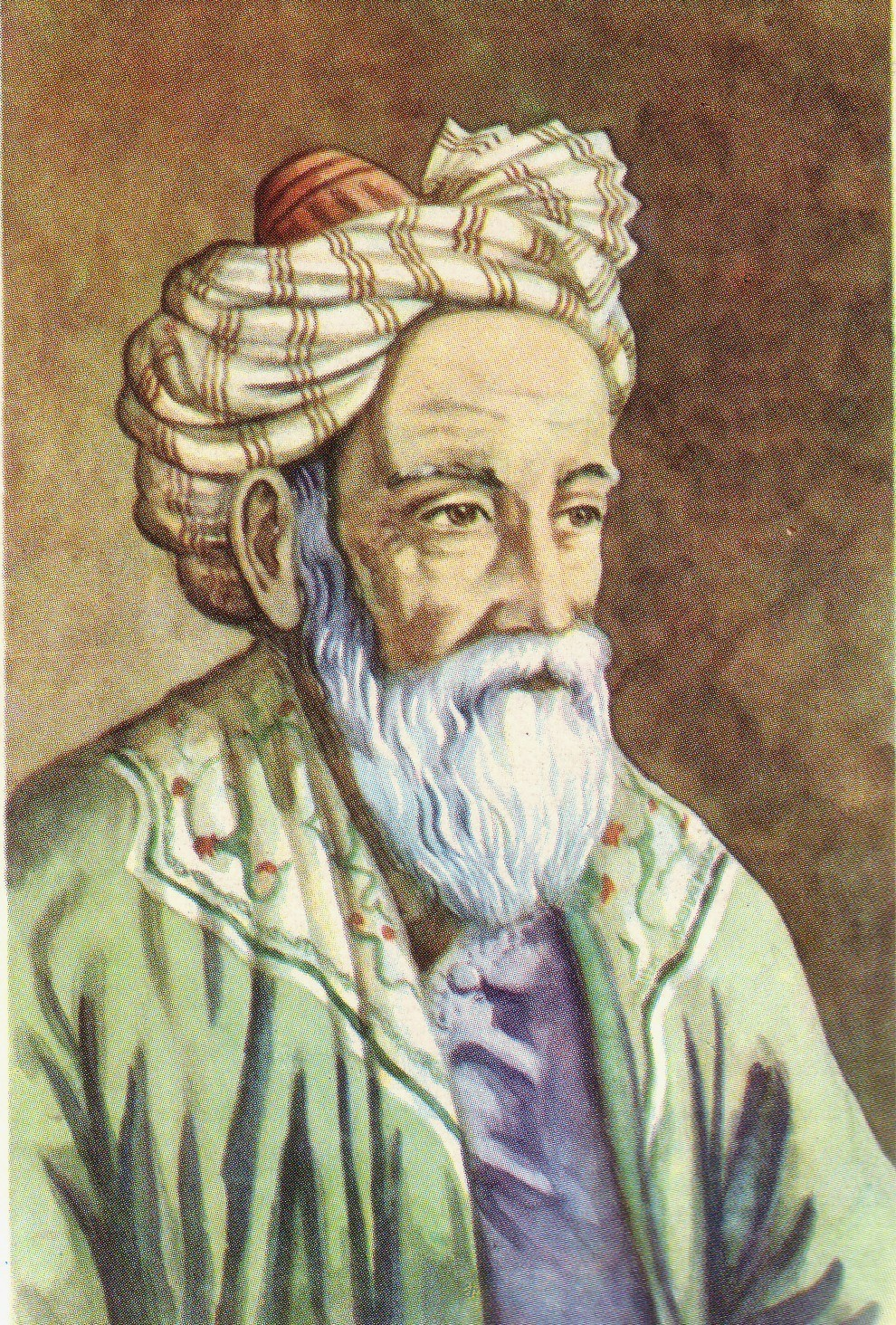
عمر الخيام

## وفيات
- ابن الباذش
- ابن الزقاق البلنسي
- الفتح بن محمد بن خاقان
- عمر الخيام
- ابن الطراوة